# 桂経貞
桂 経貞（かつら つねさだ）は、戦国時代から江戸時代初期にかけての武将。吉川氏の家臣。父は桂元貞。子は桂家貞。官途名は左近大夫。

## 生涯
吉川氏家臣・桂元貞の嫡男として生まれる。
天正3年（1575年）3月13日に父の元貞が死去し、その後を継ぐ。
天正14年（1586年）11月15日に吉川元春が豊前小倉城で、天正15年（1587年）6月5日に吉川元長が日向国都於郡の陣中で相次いで死去したため、吉川経言（後の吉川広家）が家督を相続すると、同年8月24日に吉川氏の重臣15名が経言に対し忠誠を誓う連署起請文を作成して山県就慶と宇都宮春依に提出しており、経貞は14番目に「桂左近大夫經貞」と署名している。
慶長17年（1612年）7月8日に死去。嫡男の桂家貞が後を継いだ。

## 系譜
- 父：桂元貞（?-1612）
- 正室不明
  - 長男：桂家貞（?-1641） - 六郎右衛門[1]、肥後守[1]。寛永18年9月29日（1641年11月2日）没[1]。法名は「照月柴庵」[1]。